# Krzyż w Policach nad Metují
Krzyż w Policach nad Metují – zabytkowy krzyż w Czechach w miejscowości Police nad Metují.
Krzyż postawiony w 1789 jest jednym z wielu przykładów połączenia stylu rokokowego i klasycystycznego w rzeźbie. Całość składa się z pięciu części, trzy cokołu a czwarta i piąta to krzyż z Chrystusem. Cokół krzyża jest trójkondygnacyjny.

## Inskrypcje
Dolna część cokołu posiada barokowy kartuszu z płaskorzeźbą baranka z krzyżem. Na łuku pod barankiem znajduje się inskrypcja łac. ECCE AGNUS DEI. W części środkowej jest prostokątna rama z inskrypcją łac. CrVX soLa bene DICta InqVa IesVs trIVMphaVIt z chronostychem. Trzecia część jest węższa i ma owalny kartusz z inskrypcją łac. CrVX / ChrIstI / Dar / aVXILIVM / orath z chronogramem. Po bokach części środkowej znajdują się inskrypcje: po lewej stronie w kartuszu w cz.  křIš / LIDV / WeřICIMV / k VctenI / postaWenI z chronostychem; po prawej stronie w niem. zVr / sChVLDIger / VerehrVng / Des heILIgen / LeIDen IesV / VVar / erhohet z chronostychem.